# Cantone di Le Libournais-Fronsadais
Il Cantone di Le Libournais-Fronsadais è una divisione amministrativa dell'arrondissement di Libourne.
È stato costituito a seguito della riforma approvata con decreto del 20 febbraio 2014, che ha avuto attuazione dopo le elezioni dipartimentali del 2015.

## Composizione
Comprende i 24 comuni di:
- Arveyres
- Asques
- Les Billaux
- Cadarsac
- Cadillac-en-Fronsadais
- Fronsac
- Galgon
- Izon
- Lalande-de-Pomerol
- La Lande-de-Fronsac
- Libourne
- Lugon-et-l'Île-du-Carnay
- Mouillac
- Pomerol
- La Rivière
- Saillans
- Saint-Aignan
- Saint-Germain-de-la-Rivière
- Saint-Michel-de-Fronsac
- Saint-Romain-la-Virvée
- Tarnès
- Vayres
- Vérac
- Villegouge